# رومان فيلونس
رومان فيلونيس مورّاس (ولد في لوس أركوس، 4 فبراير 1951) هو سياسي ومؤرخ وأستاذ إسباني. يشغل منصب رئيس حزب الاشتراكيين في نافارا - PSOE منذ عام 2004. هو عضو في مجلس جمعية أصدقاء طريق القديس يعقوب في إيستيلا منذ يناير 2021.

## السيرة الذاتية
بعد حصوله على شهادة في التاريخ من جامعة ساراغوسا، حيث كان أحد أساتذته خوسيه ماريا لاكارا، حصل على دكتوراه في علوم التربية من الجامعة الوطنية للتعليم عن بُعد مع رسالة بعنوان: "الجامعة العامة في نافارا: النشأة وتأثير المشروع".
بدأ تدريسه في عام 1987 كأستاذ مساعد في الجغرافيا والتاريخ في معهد إيستيلا. لاحقًا، عمل كأستاذ وأستاذ رئيسي في التعليم الثانوي في عدة مؤسسات تعليمية في نافارا، كما شارك كأستاذ متعاون في مشاريع مختلفة بجامعة نافارا العامة مثل "قاعة الخبرة"، وتم تعيينه في 2013 رئيسًا للمجلس الاجتماعي للجامعة.

### المسيرة السياسية
انضم إلى حزب الاشتراكيين في نافارا عام 1987، رغم أنه شغل سابقًا منصب مدير التعليم الإقليمي ومستشار التعليم والثقافة والرياضة في حكومة نافارا من 1984 حتى 1987، واستمر في هذا المنصب حتى عام 1991.
خلال هذه الفترة، وبناءً على توصية مجلس نافارا للثقافة، تم إنشاء جوائز أمير فيانا للثقافة.
شغل أيضًا منصب نائب في برلمان نافارا.

### المسيرة المهنية
كباحث، هو مؤلف لعدة أعمال تتناول تاريخ نافارا، الفن والجغرافيا، بالإضافة إلى مواد تعليمية للتعليم الثانوي، مع التركيز على جوانب محددة مرتبطة بطريق القديس يعقوب، ومدينته الأصلية لوس أركوس، ومكان إقامته الحالي أتييزا دي لا سولانا.
هو متعاون دائم مع صحيفة "دياريو دي نافارا". حصل على جائزة "برلمان نافارا" للبحث العلمي عام 1998.

## الجوائز والتكريمات
1998: جائزة "برلمان نافارا" للبحث العلمي عن عمله "برلمان نافارا والجامعة: تنظيم مشروع".
2010: صليب ألفونسو العاشر الحكيم.

## روابط خارجية
مراجعة على موقع حزب العمال الاشتراكي الإسباني (PSOE).